# Charbel Abdallah
Mons. Charbel Yusef Abdallah (* 17. února 1967, Hajjeh) je libanonský maronitský katolický duchovní a arcibiskup Týru.

## Život
Narodil se 17. února 1967 v Hajjehu. Po středoškolském vzdělání vstoupil do kněžského semináře a začal studovat na Univerzitě Svatého Ducha v Kasliku, kde roku 1992 získal licenciát z teologie. Poté na Libanonské univerzitě získal licenciát z filosofie.
Dne 24. října 1992 byl vysvěcen na kněze a byl inkardinován do archieparchie Týr. Po vysvěcení se stal farářem farnosti svatého Josefa v Hajjeh a farnosti v Kfarwě. Od roku 1994 působil v generálním sekretariátu archieparchie a byl zodpovědný za místní charitu a to až do roku 1998. V letech 1997-1999 byl spirituálem patriarchálního semináře v Ghaziru.
Roku 1999 odešel studovat do Francie. Na Štrasburské univerzitě získal roku 2003 doktorát z teologie se specializací na liturgii. Během svého pobytu ve Francii byl zastupujícím knězem v Notre-Dame du Liban a Notre-Dame d’Auteuil v Paříži.
Po návratu do své vlasti se stal biskupským vikářem pro pastoraci a knězem farnosti Naší Paní Moří v Týru. Roku 2010 byl jmenován protosynkelem archieparchie.
Dne 1. listopadu 2020 jej Synod biskupů Maronitské církve zvolil aribiskupem Týru. Tuto volbu uznal také papež František. Biskupské svěcení přijal 5. prosince 2020 z rukou kardinála a patriarchy Béchara Butrus Raïe a spolusvětiteli byli arcibiskup Chucrallah-Nabil El-Hage a biskup Maroun Ammar.